# Passiflora mexicana
Passiflora mexicana es una especie de planta fanerógama de la familia Passifloraceae.

## Clasificación y descripción de la especie
Planta trepadora leñosa. Tallos angulosos a subteretes, estriados, glabros; zarcillos glabros. Hojas con estípulas persistentes (0.9-) 1.5-2.5 mm largo, ca. 1 mm ancho, margen entero, glabro; pecíolos 12-16 mm largo, glabros, sin glándulas nectaríferas ni tricomas glandulares; hojas no peltadas, 22-38 mm largo, 28-38 mm ancho, obovadas a oblongas en contorno general, margen entero, coriáceos, haz y envés glabros, que resaltan en el haz como ocelos amarillos. Flores solitarias o pareadas, erectas, 2.5-3.0 cm diámetro; pedicelos 15-25 mm largo, glabros; brácteas caducas 2-4, 0.8-1.7 mm largo, 0.5 mm ancho, setiformes, escariosas, glabras; sépalos 9-15 mm largo, 1.9-3 mm ancho, ovados a oblongos, ápice obtuso; pétalos 3.5-6 mm largo, 1.2-1.3 mm ancho, ovados a oblongos, ápice obtuso; corona con 2 series filamentosas, la externa 6.3-7.5 mm largo, linear, parcial o totalmente morada, la interna 1-1.2 mm largo, filiforme, blanquecina; opérculo 1.2-1.4 mm alto, plicado, filamentos estaminales 5-7 mm largo, glabros, anteras 3.7-4.2 mm largo, 1.1-1.2 mm ancho, oblongas a elípticas; ovario 2-2.7 mm largo, 1.1- 1.2 mm ancho, elipsoidal, glabro, estilo-estigma 5.5-7 mm largo, glabros.
Bayas 0.9-1.1 cm largo, 6.2-6.5 mm diámetro, globosas a elipsoidales, pardas a negras, glabras; semillas 3.0-3.5 mm largo, 1.8-2.0 mm ancho.

## Distribución de la especie
Se distribuye desde el sudoeste de (E.U.A.) hasta México, en los estados de Colima, Jalisco, Guerrero, México, Michoacán, Nayarit, Oaxaca, Puebla, Sinaloa, Sonora y Veracruz.

## Hábitat
Se desarrolla en bosque tropical caducifolio, a una altitud de 2000 m s.n.m. Florece y fructifica en febrero.

## Estado de conservación
No se encuentra bajo ningún estatus de protección.